# 圣玛利亚灵魂之母堂

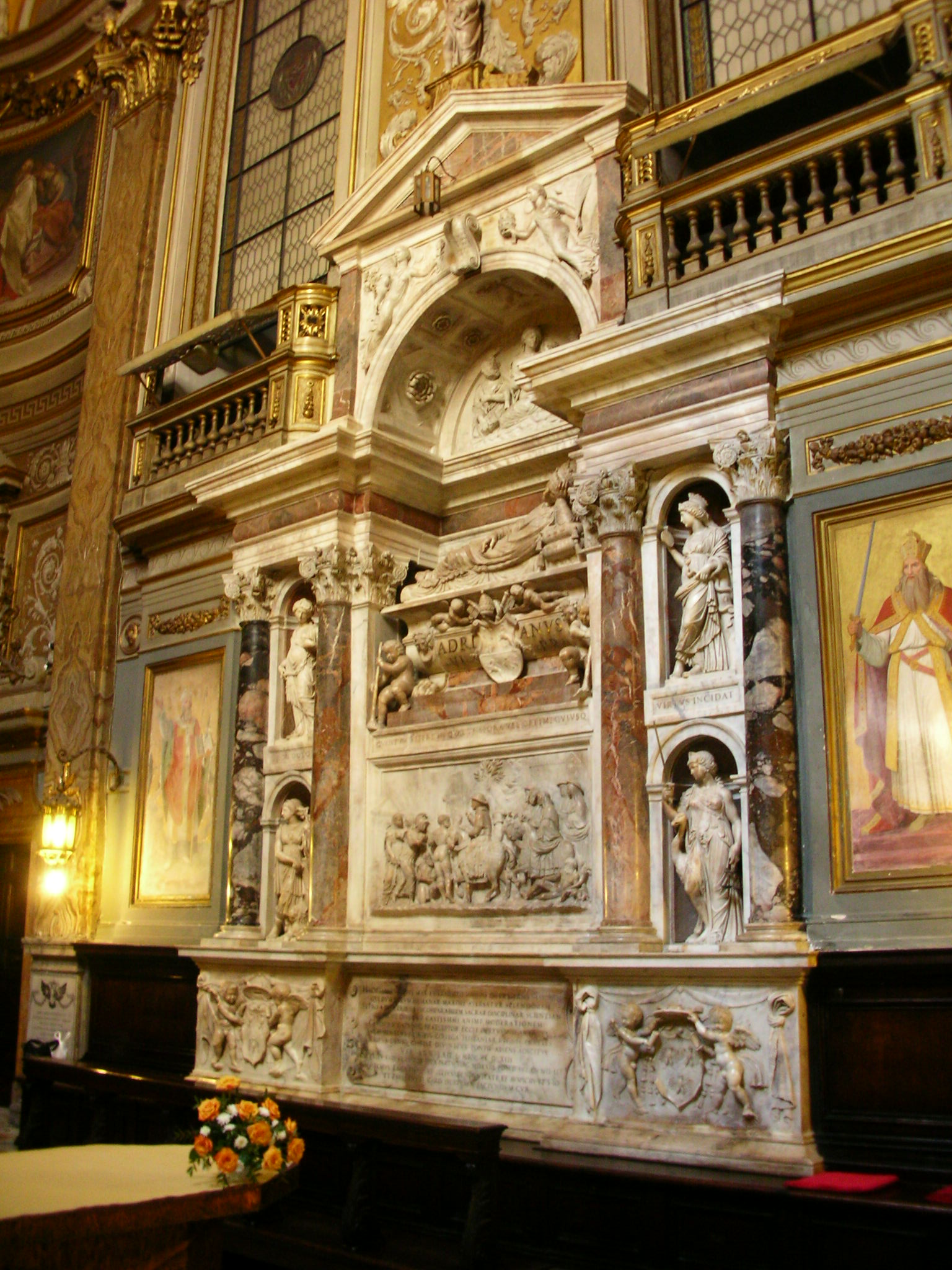
亚德六世墓碑

圣玛利亚灵魂之母堂（義大利語：Santa Maria dell'Anima）是意大利罗马市中心的一座天主教教堂，位于纳沃纳广场以西，靠近和平之后堂。这座教堂曾是神圣罗马帝国在罗马的国家教堂，现在是德国的国家教堂，以及罗马说德语者的招待所。
根据传统，这座教堂得名于圣母像。这里也是荷兰人教宗亚德六世的安息之处。